# Prokurator
Naziv prokurator (latinski: procurator, od glagola procurare: obavljati poslove u ime drugoga; upravljati) ima tri značenja.
1. Visoki državni funkcionar u starom Rimu, te kasnije u Veneciji idr. (Odatle i naziv Prokurative).
2. Onaj koji upravlja, upravitelj imanja u nekim zemljama.
3. Onaj koji kao opunomoćenik zastupa koga; posrednik. (Također: prokurist.)

## Zastupnik
U trećem značenju, onaj koji dobiva punomoć da sklapa poslove za drugoga nazivao se također prokurist. To je također bilo ime za poslovođu tvrtke ili banke (onog koji ju pravno zastupa).
U Francuskoj je državni prokurator (procureur de la République) ime za državnog tužitelja. 
U Hrvatskoj, 'prokuratura je nekoć bio naziv za ured koji je zastupao državu u njezinim privatnopravnim poslovima. Tužilaštvo, pravobraniteljstvo.

## Antički Rim
U rimskom pravu, prokurator je bio zastupnik ili punomoćnik kojega postavlja neka osoba s ovlaštenjem da vodi sve ili neke određene njezine poslove, osobito sudske. Prokurator je obično bio oslobođeni rob gospodara. 
U doba carstva, od Oktavijana Augusta, prokurator je visoki dužnosnik u carskoj administraciji. On je odgovoran za ubiranje poreza i upravu nad manjim provincijama. Prokuratori su postavljani iz redova vitezova (drugi po značaju stalež u Rimu, iza senatora), kao i oslobođenika. (Maškin, str. 316) Obično se prevodi s "namjesnik".
Npr. Judeja je, zajedno s Idumejom i Samarijom, od 6. do 66. g.n.e. činila provinciju na čelu s prokuratorom, osim 41-44. kada je ponovo vazalska kraljevina. Nalazila se u sastavu provincije Sirije, kojoj je na čelu bio legat. 

## Venecija
U Republici Veneciji se prokuratorima nazivalo devet najviših državnih dužnosnika, koji među sobom biraju dužda.

## Prokurative
Od riječi prokurator u prvom značenju dolazi naziv Prokurative ili Prokuracije (tal. Procuratie) za niz dvokatnih palača u Veneciji koje zatvaraju Trg Sv. Marka, u kojima su stanovali najviši državni dužnosnici (prokuratori). Sjeverni trakt, tzv. Stare prokurative građen je od kraja XV. st. u stilu renesanse. Južni trakt, tzv. Nove prokurative, građen je 1584-1640. U XIX st. Nove prokurative služe kao kraljevska palača, a danas je u njima muzej. Oba trakta spojena su na užem, zapadnom dijelu palačom (Fabbrica nouva) s tzv. napoleonskim dvoranana, sagrađenom 1810.
Po uzoru na Venecijanske Prokurative, istim imenom nazvan je dio grada u Splitu.